# Brandon Boston
Brandon Elliot Boston jr. (Norcross, 28 novembre 2001) è un cestista statunitense.

## Statistiche

### NCAA
| Anno      | Squadra           | PG | PT | MP   | TC%  | 3P%  | TL%  | RP  | AP  | PRP | SP  | PP   |
| --------- | ----------------- | -- | -- | ---- | ---- | ---- | ---- | --- | --- | --- | --- | ---- |
| 2020-2021 | Kentucky Wildcats | 25 | 24 | 30,4 | 35,5 | 30,0 | 78,5 | 4,5 | 1,6 | 1,3 | 0,2 | 11,5 |
| Carriera  | Carriera          | 25 | 24 | 30,4 | 35,5 | 30,0 | 78,5 | 4,5 | 1,6 | 1,3 | 0,2 | 11,5 |

#### Massimi in carriera
- Massimo di punti: 21 vs South Carolina (6 marzo 2021)[1]
- Massimo di rimbalzi: 10 vs Richmond (29 novembre 2020)
- Massimo di assist: 3 (6 volte)
- Massimo di palle rubate: 4 (2 volte)
- Massimo di stoppate: 1 (4 volte)
- Massimo di minuti giocati: 38 vs Richmond (29 novembre 2020)

### NBA

#### Regular Season
| Anno      | Squadra       | PG  | PT | MP   | TC%  | 3P%  | TL%  | RP  | AP  | PRP | SP  | PP   |
| --------- | ------------- | --- | -- | ---- | ---- | ---- | ---- | --- | --- | --- | --- | ---- |
| 2021-2022 | L.A. Clippers | 51  | 0  | 14,9 | 38,5 | 30,6 | 81,9 | 2,2 | 1,0 | 0,5 | 0,3 | 6,7  |
| 2022-2023 | L.A. Clippers | 22  | 1  | 11,3 | 41,8 | 41,4 | 76,3 | 1,4 | 0,9 | 0,4 | 0,0 | 6,5  |
| 2023-2024 | L.A. Clippers | 32  | 0  | 10,8 | 40,4 | 26,9 | 69,7 | 1,6 | 0,4 | 0,3 | 0,3 | 5,2  |
| 2024-2025 | N.O. Pelicans | 42  | 10 | 23,6 | 43,6 | 35,0 | 78,8 | 3,2 | 2,2 | 1,3 | 0,2 | 10,7 |
| Carriera  | Carriera      | 147 | 11 | 16,0 | 41,2 | 32,8 | 78,1 | 2,2 | 1,2 | 0,7 | 0,2 | 7,5  |

#### Playoffs
| Anno     | Squadra       | PG | PT | MP  | TC%  | 3P% | TL%  | RP  | AP  | PRP | SP  | PP  |
| -------- | ------------- | -- | -- | --- | ---- | --- | ---- | --- | --- | --- | --- | --- |
| 2023     | L.A. Clippers | 1  | 0  | 1,0 | -    | -   | -    | 0,0 | 0,0 | 0,0 | 0,0 | 0,0 |
| 2024     | L.A. Clippers | 3  | 0  | 3,3 | 50,0 | -   | 50,0 | 0,7 | 0,3 | 0,0 | 0,0 | 1,7 |
| Carriera | Carriera      | 4  | 0  | 2,8 | 50,0 | -   | 50,0 | 0,5 | 0,3 | 0,0 | 0,0 | 1,3 |

#### Massimi in carriera
- Massimo di punti: 27 vs Boston Celtics (8 dicembre 2021)[2]
- Massimo di rimbalzi: 7 vs Oklahoma City Thunder (10 aprile 2022)
- Massimo di assist: 5 vs Oklahoma City Thunder (10 aprile 2022)
- Massimo di palle rubate: 4 vs Boston Celtics (8 dicembre 2021)
- Massimo di stoppate: 2 vs Sacramento Kings (1º dicembre 2021)
- Massimo di minuti giocati: 38 vs Oklahoma City Thunder (10 aprile 2022)

### G League
| Anno      | Squadra          | PG | PT | MP   | TC%  | 3P%  | TL%  | RP  | AP  | PRP | SP  | PP   |
| --------- | ---------------- | -- | -- | ---- | ---- | ---- | ---- | --- | --- | --- | --- | ---- |
| 2021-2022 | A.C. Clippers    | 9  | 9  | 34,1 | 47,1 | 44,0 | 72,0 | 4,7 | 3,0 | 1,6 | 0,7 | 20,9 |
| 2022-2023 | Ontario Clippers | 17 | 17 | 34,5 | 48,9 | 31,8 | 80,3 | 6,0 | 2,7 | 0,8 | 0,5 | 24,4 |
| 2023-2024 | Ontario Clippers | 4  | 4  | 31,8 | 46,8 | 37,0 | 72,7 | 5,5 | 4,0 | 1,5 | 0,3 | 27,3 |
| Carriera  | Carriera         | 30 | 30 | 34,0 | 48,1 | 36,4 | 76,9 | 5,5 | 3,0 | 1,1 | 0,5 | 23,7 |

## Palmarès
- McDonald's All-American Game (2020)